# Amanita farinosa
Amanita farinosa (лат.) — гриб из рода мухомор семейства Amanitaceae. Встречается редко, в Северной Америке. Считается ядовитым или подозрительным. 

## Описание
Шляпка диаметром 2,5—7 см, выпуклая, затем плоская. Мякоть белая. Пластинки свободные, частые, белые. Ножка 3—6 х 0,3—1 см, тонкая, белая. Вольва и кольцо отсутствуют. Споры 5,5—8 х 6—8 мкм, белые.

## Сходные виды
Другие виды Amanita.